# 2000-es Fiatal Zenészek Eurovíziója
A 2000-es Fiatal Zenészek Eurovíziója volt a tizedik Fiatal Zenészek Eurovíziója, melyet Norvégiában, Bergenben rendeztek meg. A helyszín a Grieghallen volt. Az elődöntő időpontja nem ismert, a döntőre 2000. június 15-én került sor. Az Eurovíziós Dalfesztivállal ellenben itt nem az előző évi győztes rendez, hanem pályázni kell a rendezés jogára. Az 1998-as verseny az osztrák Lidia Baich győzelmével zárult, aki hegedű-versenyművét adta elő Bécsben.

## A helyszín és a verseny
A verseny pontos helyszíne norvégiai Bergenben található Grieghallen volt, mely 1500 fő befogadására alkalmas. Az intézmény korábban az 1986-os Eurovíziós Dalfesztiválnak is otthont adott.
| Norvégia Bergen |

Első alkalommal volt magyar tagja a szakmai zsűrinek: Schanda Beáta.
Az osztrák versenyző, Martin Grubinger később a bécsi rendezésű 2015-ös Eurovíziós Dalfesztivál döntőjében meghívott előadóként is fellépett az Arnold Schoenberg Kórus közreműködésében.

## A résztvevők
Huszonnégy ország vett részt a versenyen. Az elődöntőből a szakmai zsűri nyolc országot juttatott tovább, így tizenhat versenyző kiesett.
Először vett részt Csehország és Törökország. Belgium, Franciaország és Oroszország egy, Dánia és Magyarország kettő, Hollandia pedig három kihagyott verseny után csatlakozott ismét.
A magyar versenyző Rácz Ödön nagybőgős volt, aki bejutott a döntőbe, ott azonban nem ért el dobogós helyezést. Dánia színeiben egy ugyancsak magyar zenész, Gyárfás Andrea hegedűművész állt színpadra, aki azonban kiesett az elődöntőben.

## Zsűri
- Esa-Pekka Salonen (Zsűrielnök)
- Michael Thompson
- Schanda Beáta
- Michael Collins
- Boris Kuschnir
- Evelyn Glennie
- Leif Ove Andsnes

## Elődöntő
Az elődöntőt két részletben, 2000. június 10-én és 11-én rendezték meg összesen huszonnégy ország részvételével. A végső döntést a nyolctagú szakmai zsűri hozta meg. Nyolc ország jutott tovább a döntőbe.
| # | Ország             | Zenész                      | Hangszer | Darab (Szerző) | Eredmény     |
| - | ------------------ | --------------------------- | -------- | -------------- | ------------ |
|   | Ausztria           | Martin Grubinger            | ütősök   |                | Továbbjutott |
|   | Belgium            | Yossif Ivanov               | hegedű   |                | Kiesett      |
|   | Ciprus             | Román Kariólu               | hegedű   |                | Kiesett      |
|   | Csehország         | Monika Vavřínková           | hegedű   |                | Kiesett      |
|   | Dánia              | Gyárfás Andrea              | hegedű   |                | Kiesett      |
|   | Egyesült Királyság | Guy Johnston                | cselló   |                | Kiesett      |
|   | Észtország         | Anna-Liisa Bezrodny         | hegedű   |                | Kiesett      |
|   | Finnország         | Timo-Veikko Valve           | cselló   |                | Továbbjutott |
|   | Franciaország      | David Guerrier              | trombita |                | Továbbjutott |
|   | Görögország        | Andréasz-Rolándosz Theodóru | harsona  |                | Kiesett      |
|   | Hollandia          | Gwyneth Joyce Wentink       | hárfa    |                | Továbbjutott |
|   | Horvátország       | Jan Janković                | kürt     |                | Kiesett      |
|   | Írország           | Rebecca Čápová              | zongora  |                | Kiesett      |
|   | Lengyelország      | Stanisław Drzewiecki        | zongora  |                | Továbbjutott |
|   | Lettország         | Ieva Rūtentāle              | fuvola   |                | Kiesett      |
|   | Magyarország       | Rácz Ödön                   | nagybőgő |                | Továbbjutott |
|   | Németország        | Martin Helmchen             | zongora  |                | Kiesett      |
|   | Norvégia           | David Coucheron             | cselló   |                | Továbbjutott |
|   | Oroszország        | Nyikolaj Tokarev            | zongora  |                | Továbbjutott |
|   | Spanyolország      | Jelena Pogoszova            | hegedű   |                | Kiesett      |
|   | Svájc              | Nathalie Amstutz            | hárfa    |                | Kiesett      |
|   | Svédország         | David Gammelgård            | cselló   |                | Kiesett      |
|   | Szlovénia          | Kristijan Kranjčan          | cselló   |                | Kiesett      |
|   | Törökország        | Ayşedeniz Gökçin            | zongora  |                | Kiesett      |

## Döntő
A döntőt 2000. június 19-én rendezték meg nyolc ország részvételével. A végső döntést a héttagú szakmai zsűri hozta meg.
| #  | Ország        | Zenész                | Hangszer | Darab (Szerző)                                                                            | Helyezés |
| -- | ------------- | --------------------- | -------- | ----------------------------------------------------------------------------------------- | -------- |
| 01 | Ausztria      | Martin Grubinger      | ütősök   | Canis Familiaris (Concertino für Schlagwerksolo und Orchester, op. 23) (Bruno Hartl)      | —        |
| 02 | Lengyelország | Stanisław Drzewiecki  | zongora  | Piano Concerto in E minor, op. 11, 3rd movement (Frédéric Chopin)                         | 1.       |
| 03 | Magyarország  | Rácz Ödön             | nagybőgő | Gran fantasia sulla Lucia di Lammermoor per contrabasso ed orchestra (Giovanni Bottesini) | —        |
| 04 | Franciaország | David Guerrier        | trombita | Concertino pour trompette (André Jolivet)                                                 | —        |
| 05 | Norvégia      | David Coucheron       | cselló   | Carmen Fantasy (Franz Waxman)                                                             | —        |
| 06 | Finnország    | Timo-Veikko Valve     | cselló   | Rondo for Cello and Orchestra, op. 94 (Antonín Dvořák)                                    | 2.       |
| 07 | Hollandia     | Gwyneth Joyce Wentink | hárfa    | Harp Concerto, op. 25, 3rd movement (Alberto Ginastera)                                   | —        |
| 08 | Oroszország   | Nyikolaj Tokarev      | zongora  | Concerto no. 1 for Piano and Orchestra (Pjotr Csajkovszkij)                               | 3.       |

## Közvetítő országok
Az alábbi országok közvetítették a versenyt:
| - Ausztria – ORF - Belgium – RTBF, VRT - Ciprus – CyBC - Csehország – ČT - Dánia – DR - Egyesült Királyság – BBC - Észtország – ETV - Finnország – Yle | - Franciaország – France 3 - Görögország – ERT - Hollandia – Nederland 3 (Bo van der Meulen kommentálásával) - Horvátország – HRT - Írország – RTÉ - Lengyelország – TVP - Lettország – LTV1 (felvételről, június 17-én) - Magyarország – MTV | - Németország – ZDF - Norvégia – NRK - Oroszország – Rosszija 1 - Spanyolország – TVE - Svájc – SSR - Svédország – SVT - Szlovénia – RTVSLO - Törökország – TRT |

## Térkép

A döntő résztvevői
Az elődöntőben kiesett országok
Országok, melyek korábban részt vettek, de ebben az évben nem